# 1941年上海
|        | 上海历史 |
| 世紀： | 19世紀上海 \| 20世紀上海 \| 21世紀上海                                                                                     |
| 年代： | 1910年代上海 \| 1920年代上海 \| 1930年代上海 \| 1940年代上海 \| 1950年代上海 \| 1960年代上海 \| 1970年代上海               |
| 年份： | 1937年上海 \| 1938年上海 \| 1939年上海 \| 1940年上海 \| 1941年上海 \| 1942年上海 \| 1943年上海 \| 1944年上海 \| 1945年上海 |
| 紀年： | 辛巳年（蛇年）、上海开埠98周年、上海设市14周年                                                                             |

这一年日军进入了公共租界，使上海孤岛时期结束。

## 主要官员（公共租界）

### 工部局
- 总董：凯自威→ 李德尔
- 总裁兼总办：G. Godfrey Phillips（英语：G. Godfrey Phillips）

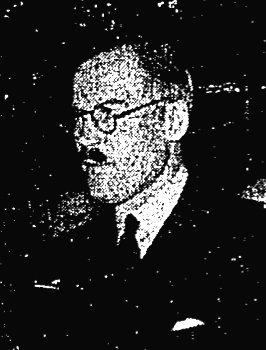
总董李德尔
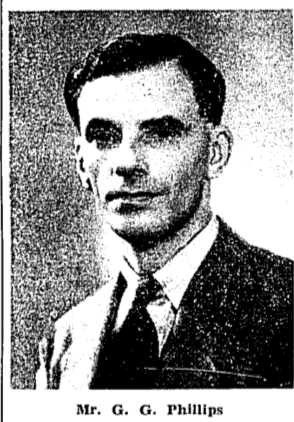
总裁、总办菲利普斯

## 主要官员（法租界）

### 总领事
- 罗朗德·德·马尔热里耶（英语：Roland de Margerie）

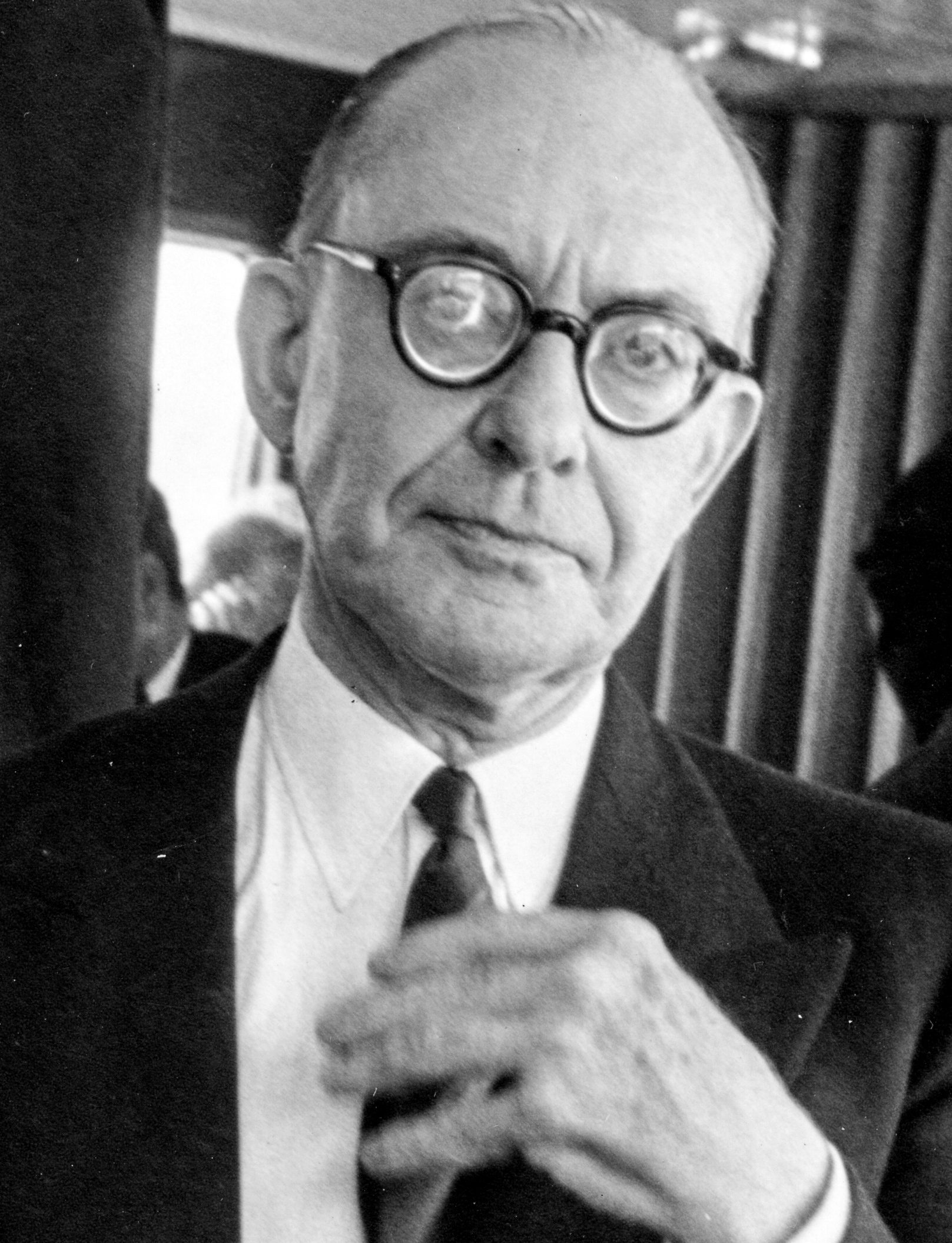
总领事马尔热里耶

## 主要官员（华界：汪精卫政权）

### 政府

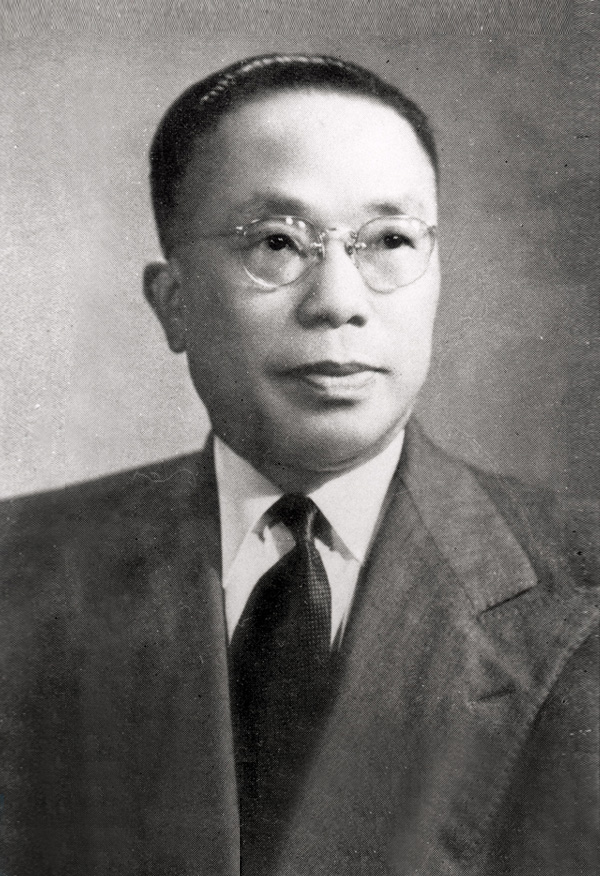
市长俞鸿钧

- 市长：陈公博

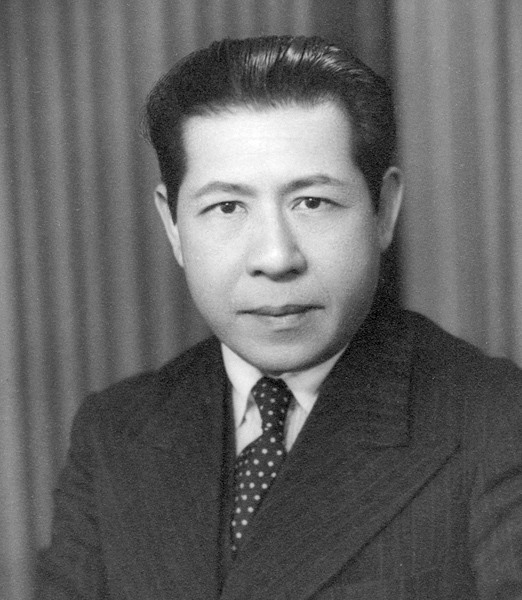
市长陈公博

## 主要官员（华界：重庆、南京国民政府蒋介石政权）

### 政府
- 市长：俞鸿钧[註 1]

- 市长俞鸿钧